# Le Russey
Le Russey is een gemeente in het Franse Kanton Morteau dat behoort tot het departement Doubs (regio Bourgogne-Franche-Comté). De plaats maakt deel uit van het arrondissement Pontarlier. Le Russey telde op 1 januari 2022 2.546 inwoners.

## Geografie
De oppervlakte van Le Russey bedraagt 24,17 vierkante kilometer; de bevolkingsdichtheid is 100 inwoners per km² (per 1 januari 2019).
De onderstaande kaart toont de ligging van Le Russey met de belangrijkste infrastructuur en aangrenzende gemeenten.

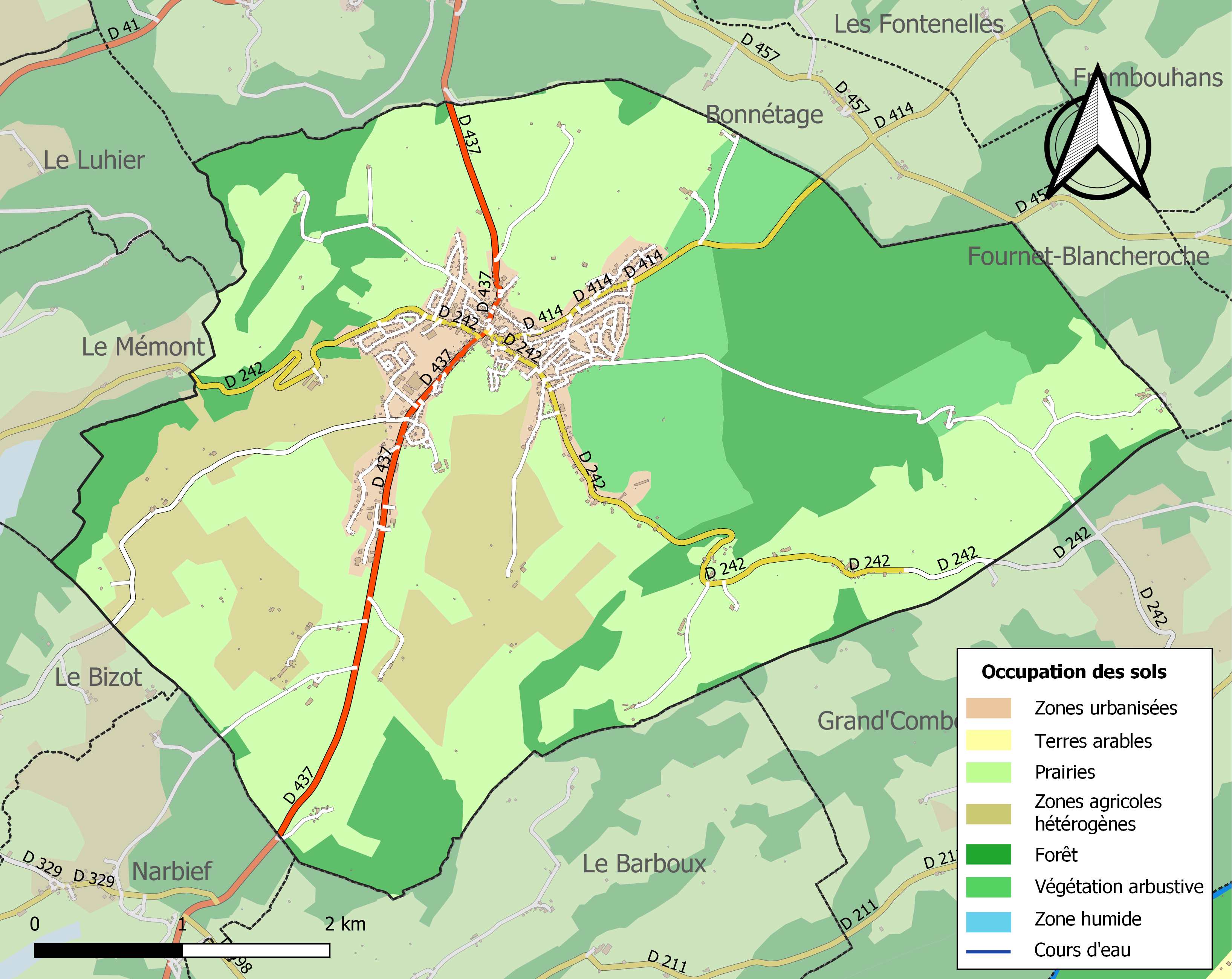

## Demografie
Onderstaande figuur toont het verloop van het inwonertal (bron: INSEE-tellingen).